# Збірна Австралії з баскетболу
Збірна Австралії з баскетболу — відома як «Бумерз» (назва походить від сленгового терміна для самця кенгуру), представляє Австралію на міжнародних змаганнях з баскетболу.

## Історія
З кінця 1980-х років Австралія потрапила до елітних команд світу, оскільки «Бумерз» багато разів доходили до півфіналу як на літніх Олімпійських іграх, так і на чемпіонатах світу з баскетболу. Спочатку Австралія входила до регіону ФІБА Океанія, а сьогодні бере участь у чемпіонаті Азії з баскетболу, де «Бумерз» були домінуючою командою під час свого першого виступу. Чемпіонат Океанії з баскетболу здебільшого складався з трьохматчевих змагань проти іншої регіональної команди, Нової Зеландії. До утворення Національної баскетбольної ліги (NBL) у 1979 році гравці «Бумерз» вибиралися з ліг штатів по всій країні (найчастіше це: Вікторія, Південна Австралія та меншою мірою Новий Південний Уельс). Після утворення NBL гравців протягом 1980-х і 1990-х років почали відбирати майже виключно з цього змагання.
Австралія 16 разів брала участь в олімпійських чоловічих баскетбольних турнірах. На Олімпійських іграх 2020 року «Бумерз» виграли бронзову медаль у матчі проти Словенії, що зробило Австралію першою командою з-за меж американських та європейських регіонів, яка коли-небудь здобула медаль на олімпійському турнірі. Австралія також брала участь у 12 чемпіонатах світу, не вигравши жодної медалі, що робить Австралію країною, яка займає третє місце за кількістю виступів на турнірі без медалі, поступаючись Канаді та Пуерто-Рико (обидві виступили по 14 разів).
На Олімпійських іграх у Токіо-2020 збірна Австралії зуміла отримати свою першу в історії олімпійську медаль, перемігши Словенію, очолювану Лукою Дончичем, з рахунком 107:93. У вирішальному матчі лідер австралійців Міллс набрав 42 очки. «Бумерз» пройшли груповий етап без поразок, і Міллс увійшов до команди-зірок All-Star 5.

## Рекорди
Ендрю Гейз є рекордсменом за кількістю виступів у складі збірної Австралії — 297 матчів. Гейз також є рекордсменом за кількістю очок, набраних гравцем «Бумерз».
Збірна Австралії вперше перемогла збірну США з рахунком 98–94 в Мельбурні 24 серпня 2019 року.

## Команда

### Склад команди на чемпіонаті світу 2023 року
| Номер | Ім'я             | Дата народження | Зріст  | Країна    |
| ----- | ---------------- | --------------- | ------ | --------- |
| 4     | Еммет Наар       | 3 липня, 1994   | 1.85 м | Австралія |
| 6     | Джейлін Гелловей | 21 грудня, 2002 | 1.98 м | Австралія |
| 7     | Шин Макдоналд    | 21 квітня, 2000 | 1.85 м | Австралія |
| 9     | Кайл Зунік       | 4 березня, 1999 | 1.88 м | Австралія |
| 11    | Нік Кей          | 3 серпня, 1992  | 2.06 м | Японія    |
| 12    | Ангус Брендт     | 26 жовтня, 1989 | 2.08 м | Японія    |
| 13    | Девід Оквера     | 21 червня, 2002 | 2.08 м | Австралія |
| 14    | Аколдах Гак      | 12 червня, 2002 | 2.11 м | Австралія |
| 15    | Алекс Мудроня    | 3 вересня, 1999 | 1.96 м | Австралія |
| 20    | Бол Денгдіт      | 21 лютого, 2003 | 2.11 м | Японія    |
| 22    | Крейг Моллер     | 22 серпня, 1994 | 2.03 м | Німеччина |
| 25    | Ріс Вейг         | 17 січня, 1997  | 2.06 м | Японія    |

### Головні тренери
- Ліндсі Гейз – 1972–1984, 1994
- Адріан Херлі – 1985–1993
- Баррі Барнс – 1995–2000
- Філ Сміт – 2001
- Браян Гурджян – 2001–2008
- Бретт Браун – 2009–2012
- Андрій Леманіс – 2013–2019
- Бретт Браун – 2019–2020
- Вілл Уівер – 2020
- Браян Гурджян – 2021–